# بیداری ملی ارمنی
بیداری ملی ارمنی و در ایجاد «احساسات ملی ارمنی» عوامل مؤثری دخیل بوده‌است. در فلات ارمنستان یک رشته مراکز روشنفکری ارمنی به وجود آمد عبارتند از:
کلیسای جامع اچمیادزین مقر سر اسقف یا کاتولیکوس و مرکز آکادمی یا دارالعلوم، ایروان، وان به دلیل اینکه مرکز کار «خریمیان هایریک» بود، ارزروم به دلیل وجود کالج ساناساریان، و شوشی. در خارج از ارمنستان مهم‌ترین مراکز روشنفکری عبارت بودند از قسطنطنیه، تفلیس، مسکو، و در اروپای غربی، ونیز و وین به دلیل وجود مخیتاریست‌ها در آن دو شهر و پاریس و ژنو به عنوان مراکز جوانان دانشجوی ارمنی و سپس مدتی بعد «باستن» به عنوان مرکز روشنفکری مهاجران ارمنی که به آمریکا رفته بودند.

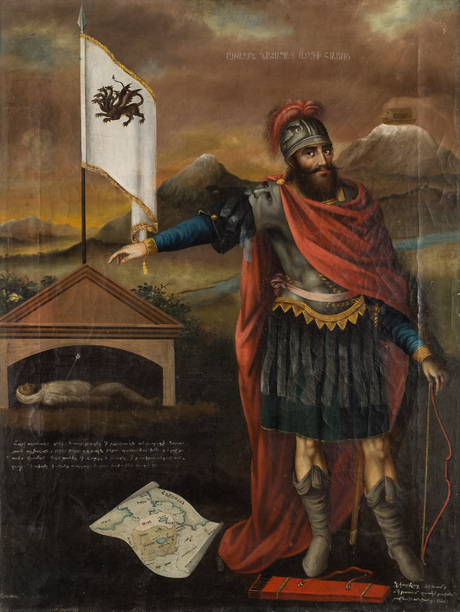
هایک بنیانگذار ملت ارمنی ایستاده در کنار آرامگاه بل

این مراکز تبدیل به کانون‌های فکر ارمنی شدند و نشانه محل‌هایی بودند که در آن‌ها فکر احیای مجدد ملت ارمنی شکل گرفت و سپس در میان تمامی افراد ملت شیوع یافت. در حقیقت در سده نوزدهم بود که پدیده رنسانس یا احیای مجدد فرهنگی به ارمنیان آموخت تا با بازگشت به پیشینه باستانی خویش از گذشته درخشان خود اطلاع حاصل کنند.
ارمنی‌های مقیم ترکیه و روسیه و ایران بدون ارتباط و تماس با یکدیگر زندگی می‌کردند بعد از نیمه سده نوزدهم جریانی از همکاری و تعاون در میان آنان آغاز گردید. از جمله ارمنیان روسیه با دادن عطایا و کمک‌های مالی در تأسیس شبکه مدارس ارمنی در ارمنستان غربی بسیار یاری و همکاری کردند.

در ۱۸۷۲ میلادی گریگور آرتسرونی در روزنامه مشاک چنین می‌نویسد: 
«دیروز ما چیزی بجز یک اجتماع کلیسایی نبودیم، ولی فردا یک ملت خواهیم بود.»
ملت ارمنی با وجود تقسیم شدنش بین سه دولت و پراکنده بودن قسمتی از ارمنیان در نقاط مختلف دنیا، کم‌کم متوجه وحدت و یگانگی خود می‌شد.
هانس فردیناند هلمولت مورخ آلمانی در کتاب خود «تاریخ جهان» می‌نویسد: 
«فقط از سده نوزدهم به بعد که نمایندگان برگزیده طبقه روشنفکر ارمنی به این اعتقاد رسیدند که ملتشان حق دارد وجودی آبرومند داشته باشد و در شرایط و اوضاع و احوال زندگی مل تهای اروپایی زندگی کند. آنان در اثبات این مدعا بر سه دلیل محکم تکیه کرده‌اند که هیچ‌کس نمی‌تواند آن‌ها را رد کند. نخست: تاریخ پر افتخار کشور قدیم ارمنستان، دوم: اصالت موسسات مذهبی آنان و پایداری و ثباتی که در راه حفظ و بقای آن‌ها از خود نشان داده‌اند، و بالاخره تماس نزدیک و قابلیت امتزاجشان با تمدن مغرب زمین.»

## پیش زمینه
در آغاز سده هجدهم میلادی تمامی خاور زمین هنوز در دورانی به‌سر می‌بردند که یک نوع حالت قرون وسطایی داشت. تنها در نیمه دوم سده هجدهم و به ویژه در سده نوزدهم بود که یک جنبش اصلاح طلبانه و آزادیخواهانه بر اثر تماس با اروپا در تمامی این منطقه به وجود آمد و ساختار فکری و روحی ملت‌هایی را که در آن ساکن بودند به یکباره دگرگون کرد. در مورد ملت ارمنی یعنی یکی از نخستین ملت‌هایی که این اندیشه‌ها را پذیرفت و به نشر و اشاعه آن در اطراف خویش پرداخت؛ می‌توان گفت این جنبش موجب و موجد یک احیای مجدد یا رنسانس واقعی شد که مبدأ و مبنای تاریخ معاصر ارمنستان را تشکیل می‌دهد، و در حقیقت در طول همین دوران است که پایه و اساس ارمنستان نوین ریخته شده‌است.
برای تحقق بیداری ملی ارمنی بدواً لازم بود که نگهبانانی برای روشن نگاه داشتن مشعل باشند. این نگهبانان مشعل؛ کشیشان بودند. سپس می‌بایست محرکینی باشند که ملت را بیدار کنند، این محرکین نویسندگان بودند و فیلسوفان، روشنفکران و دانشمندان و این همه می‌بایست پیش از آن باشد که بنا کنندگان سیاسی و سربازان لوازم و مصالح پیشرفت و پیروزی قطعی را بیاورند. معمولاً ملت‌هایی که می‌خواهند جبران مافات کنند نخست باید متفکرانی اصیل و بدون چشمداشت به منافع شخصی داشته باشند که نگذارند فکر از بین برود. سپس شاعرانی لازمند و نویسندگانی که بتوانند مردان زبده و پرشور را برانگیزند تا ملت‌ها را از سستی و رخوتی که دامنگیرشان شده‌است به درآورند، افکار محفوظ مانده در صومعه‌ها را گردآورند و نیرو و طراوت جوانی را به آن بازپس بدهند.

## تحول فکرها و واقعیت‌ها
مظهر این تحول بیرونی واقعیت‌ها در وهله اول بسط و توسعه فوق‌العاده تمدن اروپایی در سده هجدهم بود و یکی از نتایج این تحول افزایش روابط و پیوندهای بین دنیای غرب با مشرق زمین گردید. پیشرفت مداوم روسیه و اتریش و پسرفت امپراتوری عثمانی در سده هجدهم نیز روی ذهن و اندیشه همه ملت‌های مسیحی خاور زمین بی تأثیر نبود.
از دیگر عوامل که می‌توان نام برد مانند: «آثار یوهان گوتفرید هردر به نوبه خود تأثیر قابل توجهی روی ملت‌های ستمدیده، از جمله ارمنیان، به وسیله دانشجویان ارمنی دانشگاه تارتو گذاشته است. رستاخیز ایتالیایی و مبارزاتی که منتهی به تشکیل کشور و دولت ایتالیا شد و نیز پیدا شدن چهره درخشان جوزپه گاریبالدی در این وقایع تأثیری عظیم روی فکر و اندیشه ملت‌های تابع گذاشت. انقلاب ۱۸۴۸ فرانسه در عمل تأثیری بسیار سریع تر روی ملت‌های ستمدیده بر جاگذاشت. هیئت‌های مبلغ مذهبی و هیئت‌های تبلیغ مذهبی، فرانسوی و انگلیسی و آمریکایی و تأسیس آموزشگاه‌ها و مدارس در ترکیه و تأثیر خاصی در جهت نشر افکار ترقی در محیط بخشیدند.»
همچنین باید افزایش تدریجی مبادلات بازرگانی بین اروپا و خاور نزدیک را به حساب آورد، زیرا مبادلات بازرگانی با تبادل افکار نیز همراهند. از نیمه اول سده نوزدهم به بعد ما شاهد به وجود آمدن دولت‌های مستقل یا خودمختار بالکانی و نیز شاهد رخنه کردن امپراتوری روس در سرزمین قفقاز جنوبی و ارمنستان شرقی هستیم. همه این وقایع در تحکیم و در تشویق فکر احیای مجدد یا بیداری ملی ارمنی سهیم بودند.

## نقش کلیسای ارمنی
احیای بیداری ملی ارمنی در سده نوزدهم به این دلیل امکان‌پذیر شده که کلیسای ارمنی، امانت دار احساسات میهن‌پرستی و ایمان، آثار تمدن و فرهنگ ملت ارمنی را در طول سده‌ها سلطه بیگانه حفظ و حراست کرده بود. کلیسای ارمنی وظیفه حفظ و حراست را نه در شرایطی ایفا کرده‌است که کلیساهای ملت‌های بالکان در آن عمل می‌کردند، یعنی آن کلیساها در منطقه‌ای قرار داشتند که جزو خاک اروپا و در مجاورت پایتخت امپراتوری واقع بود و حال آنکه کلیسای ارمنی در منتهی‌الیه شرقی آسیای صغیر و در ارمنستان عثمانی واقع شده بود و مردم آن تک افتاده و در میان اقوام و مللی عقب مانده تر و متعصب تر محصور بودند.
بِرتران باره در کتاب خود به نام «کلیسای ارمنی» می‌نویسد: 
«در کلیسا که ارمنی به آن پناه برده است نه تنها مرکزی برای وصل مجدد بلکه رواقی یافته‌است که در آن همه آداب، عادت، سنن، زبان و ادبیات یعنی همه آن چیزهایی که او را به گذشته اش پیوند می‌دهد با امانت نگهداری شده‌است.»
از دیدگاه فرهنگی نیز کلیسا در طول سده‌های متمادی که ارمنستان زیر سلطه بیگانگان قرار داشته تنها مرکز فرهنگی و فکری ملت بوده‌است. برگزیدگان روشنفکر و باسواد ارمنی با قبول راه و رسم روحانیت، خود را از قید اندیشیدن به جهان فانی خلاص می‌کردند؛ و وقتی که دیگر در بند منافع مادی نبودند می‌توانستند اوقات خود را وقف مطالعه در کتاب‌های خطی کنند و آثار ادبی یا تاریخی به وجود بیاورند و بدین گونه بر ثروت و دارایی فرهنگی ملت ارمنی بیفزایند. کلیسای ارمنی گذشته از این خدمت اساسی که برای حفظ و بقای حیات فرهنگی و معنوی ملت انجام داده در واقع خود ملت را نیز در چارچوب دولت عثمانی رهبری نموده و نگذاشته است که وجودش در وجود ترکان مستحیل گردد.
صومعه تاتو یکی از کانون‌های مهم فرهنگی بود که در ارمنستان شرقی بنا نهادند و در آنجا مقدمات بیداری ملی یا احیای مجدد فرهنگی ملت ارمنی تدارک دیده شد. روحانیونی که نقش مهمی داشتند شامل: اسقف «کولت هوهانس» و «هاکوپ نالیان» و اسقف اعظم نرسس وارژاپتیان را می‌توان نام برد.
فریدریش پاروت در کتاب خود به نام «سفر از ورای آرارات» می‌نویسد: 
«آیا باید گفت که در سرتاسر دوران سلطه ترکان بر ارمنستان غربی و سلطه ایرانیان بر ارمنستان شرقی کلیسای ارمنی همواره خود را فراتر از آن حد نشان داده است که در خور انتقاد باشد؟ مسلماً خیر. چون محیط تحت سلطه این امپراتوری‌ها در دوران انحطاطشان محیط ظلم و استبداد و فساد اخلاقی بوده‌است قطعاً بد شدن وضع تأسیسات و تنزل اخلاقی شخصیت‌ها نمی‌توانسته است در کلیسای ارمنی و طرز فکر آن بدون تأثیر نامساعد باشد.»
کم‌کم جهل و نادانی، و از آن بدتر، معامله مقامات مذهبی و اختلاس پیدا شد. در تماس با دربارها و حکومت‌های فاسد قسطنطنیه و تهران، اربابان عالی مقام کلیسای ارمنی نیز گاهی شواهد حزن‌انگیزی از فساد و تباهی خود به دست داده‌اند. لیکن این لکه‌های کثیف که تنها نتیجه فساد شدید حاکم بر دربارهای عثمانی و ایران و همچنین نتیجه سیستم حکومتی بوده‌است که فرمانروایان مذکور بر اتباع خود تحمیل می‌کرده‌اند نمی‌تواند آثار درخشان و قابل ستایش این روحانیون را بپوشاند.
سن-رنه تایاندیه می‌نویسد: 
«وقتی تمام آن خدماتی را به یاد می‌آوریم که این روحانیون برای حفظ و بقای آداب و سنن یک گذشته پرافتخار انجام داده‌اند تردید می‌کنیم در اینکه جهل و نادانی و کارهای ناشایست و خرافات آنان را به رخ بکشیم.»

## خریمیان هایریک

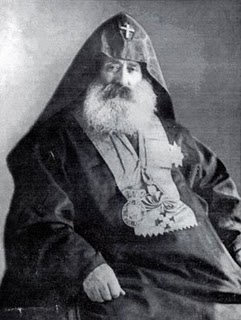
خریمیان هایریک

خریمیان هایریک در بیداری و تقویت احساسات ملی ارمنی اهمیت قاطع داشته‌است.
خریمیان هایریک نام اصلی مگردیچ خریمیان که ارمنیان به او لقب «پدر میهن» دادند و او را با «جوزپه گاریبالدی» مقایسه می‌کنند، در سال ۱۸۲۰ میلادی در وان متولد شد. او نخست آموزگار و سپس کشیش شد. در مراکز مختلف ارمنی یعنی در قسطنطنیه، اورشلیم و کیلیکیه و در «صومعه سیس» اقامت گزید و در بازگشت به وان در سال ۱۸۵۴ میلادی یک ماشین چاپ با خود آورد و در ۱۸۵۶ میلادی یک مجله به نام عقاب واسپوراکان منتشر کرد و چون به ریاست کلیسای واراگا رسید بی‌امان به مبارزه با جهل و نادانی ارباب کلیسا پرداخت. او به کلیسای کاراپت مقدس رفت و در آنجا یک مجله تحت عنوان «عقاب تارون» راه انداخت.
در سال ۱۸۶۹ میلادی وقتی به سمت پیشوای روحانی و اسقف بزرگ ارمنیان در قسطنطنیه منصوب گردید دایماً از حقوق ارمنی‌های امپراتوری عثمانی که در زیر ستم نظام به‌سر می‌بردند دفاع می‌کرد. او ناگزیر شد از سمت خود به سبب عناد و خصومت حکومت عثمانی استعفا دهد.

## مخیتاریستها

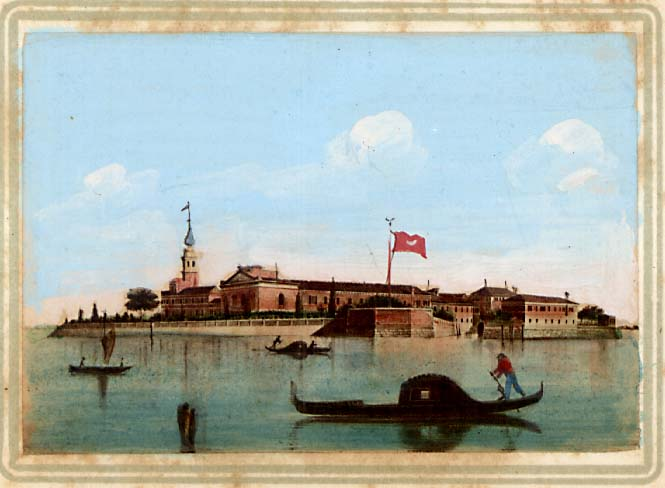
جزیره سن لازارو (غازار مقدس) مقر مخیتاریستها صومعه بنا شده توسط مخیتار سباستاتسی

بیداری ملی ارمنی این تجدید حیات فکری و معنوی تنها به این دلیل امکان‌پذیر بوده‌است که ملت ارمنی در طول چندین سده سلطه بیگانه؛ وفادارانه به دور کلیسای خود متشکل مانده و دلبستگی و علاقه خلل ناپذیری به کیش و آیین خویش نشان داده است. همچنین این بیداری شعور و ادراک ارمنیان مدیون فعالیت مخیتاریست‌ها، روشنفکران و نویسندگان ارمنی و دانشمندان مغرب زمین است.

## نقش اروپا
از خصوصیات بارز سده‌های هجدهم و نوزدهم اشاره‌های متعددی به این ملت در آثار نویسندگان غربی که یکی از ویژگی‌های مردم آن دوره کنجکاوی دربارهٔ همه مسایل و همه مناطق دنیا بود. چنین بود که ژان-ژاک روسو با چند نویسنده ارمنی ارتباط دوستانه داشت و خود او هم دیده شد که لباس ارمنی به تن می‌کرد، به این علت که آن را ساده و راحت می‌یافت.
ایمانوئل کانت در کتاب خود به نام «مردم‌شناسی از دید عملی» می‌نویسد: 
«و اما در وجود یک ملت دیگر مسیحی، یعنی ارمنیان، روح کار و فعالیت خاصی می‌بینیم که آنان را از حدود کشور چین تا سواحل گینه برده است. این ملت باهوش و ساعی در سرتاسر قاره قدیم نمایندگانی دارد و ارتباط‌هایی که او با همه ملت‌ها برقرار کرده‌است شباهتی چشمگیر با بهترین ویژگی‌های اخلاقی یونانیان دارد.»
ناپلئون بناپارت چندین بار تصمیم گرفت که علاقه ارمنیان را به خود جلب کند. او طی دستورهایی به ژنرال گیوم برون، سفیر فرانسه در قسطنطنیه در تاریخ ۱۸ اکتبر ۱۸۰۲ میلادی چنین نوشت: 
«سفارت فرانسه در قسطنطنیه باید مسیحیان سوریه و ارمنستان را در جانب حمایت خود بگیرد.»
لرد بایرون چند ماهی از زندگی پر ماجرای خود را در کنار مخیتاریست‌ها در جزیره سن لازار گذرانید تا آن مدت از وقت خود را وقف فراگرفتن زبان ارمنی بکند. در آنجا با معلم زبان ارمنی خود، پدر روحانی «پاسکال آوکریان» در تدوین و تألیف یک دستور زبان ارمنی به زبان انگلیسی همکاری کرد.
همه این کارها تأثیری عظیم نه تنها روی علاقه و توجهی که مغرب زمین به ارمنیان مبذول داشته بلکه به روی خود ارمنیان نیز گذاشته است، بدین طریق که عظمت و وسعت دامنه گذشته آنان و فرهنگ آنان را به یادشان آورده‌است. فیلسوفان و مورخان مغرب زمین با همکاری در امر باز‌شناساندن ملت ارمنی به خودش نقشی قاطع و مهم در احیای شعور و احساسات ملی او بازی کرده‌اند. جدا از این همکاری اساسی دانشمندان و مورخان، باید به عده زیادی از مسافران و سیاحان غربی نیز اشاره کرد که در طول سده نوزدهم ارمنستان را درنوردیدند و سفرنامه‌های آنان سهمی بزرگ در شناساندن مملکت و ساکنان آن به دنیا داشته‌است. در حالی که از سده‌های هفدهم و هجدهم بیش از بیست کتابی در این زمینه در دست نیست در سده نوزدهم تعداد آن‌ها بقدری زیاد شده که مجموعاً به چند صدتایی رسیده‌است.
از میان این مسافران نخست به نام مشهور آلفونس دو لامارتین در کتاب خود به نام «سفر به خاور زمین»، اشاره کنیم که ارمنیان را «سوئیسی‌های خاور زمین» نامیده است.
در میان این سفرنامه‌ها به ترتیب: آگوست هاکستازون: «کتاب قفقاز جنوبی»، جیمز برایس: «کتاب ماورای قفقاز و آرارات»، اتو ویلهلم هرمان فن آبیش: «کتاب از ورای سرزمین قفقاز»،پل روهرباخ: «کتاب در توران و ارمنستان»، هنری لینچ: «کتاب ارمنستان»، هارولد باکستن: «کتاب سفرها و سیاست‌ها در ارمنستان».

## تأثیر و نفوذ ارمنیان در خاورزمین
لیکن بیداری ملت ارمنی در سده نوزدهم تنها شعور شناسایی خودش را به او نداده بلکه روی ملت‌های دیگر خاور زمین نیز تأثیر مستقیم بخشیده و با این عمل خود نفوذ دامنه‌داری روی آنان داشته‌است. از آنجا که ارمنیان با آموزش و پرورش خود و با آداب و رسومشان یکی از ملت‌های واقعاً نخبه ترکیه را تشکیل داده و همراه با یونانیان نخستین کسانی بوده‌اند که با تمدن مغرب زمین تماس مستقیم داشته و افکار و فنون او را اقتباس کرده‌اند در این خطه همواره نقش مبدع و مبتکر بازی کرده‌اند.
بِرتراند باره می‌نویسد: 
«اصولاً با وساطت ارمنیان است که هم میهنان مسلمان آنان نخستین با با افکار و آداب و رسوم مغرب زمین تماس حاصل کرده‌اند.»
لُرد کرومر مدیر و سازمانده مشهور انگلیسی که در طول چندین دهه امور کشور مصر را اداره کرده‌است پس از اشاره به مقامی که ارمنیان در عالی‌ترین مناسب ادارات دولتی مصر در سده نوزدهم در دست داشتند در اینباره در کتاب خود به نام «مصر جدید» می‌نویسد: 
«می‌توانم به جرئت ادعا کنم که آن عده از ارمنیانی که من با آنان در تماس بودم به نظرم گروه برگزیدگان روشنفکر مشرق زمین را تشکیل می‌دادند.»
وقتی در آغاز سده نوزدهم شروع کردند به اینکه به تأسیسات و اداره‌های امپراتوری عثمانی تشکیلاتی بر پایه اصول سازمانی مغرب زمین بدهند تنها به دلیل عقب ماندگی ترک‌ها مجبور شدند دست به دامن ارمنی‌ها بشوند و از آنان کمک بخواهند. ارمنیان به همراه یونانی‌ها عده‌ای از بهترین عمال اداری امپراتوری عثمانی را تأمین کردند.
چارلز سینوبس در کتاب خود به نام «تاریخ سیاسی اروپای معاصر» می‌نویسد: 
«ارمنی‌های کوه نشین و ساعی در تمامی آسیای صغیر، در مشاغلی که نیاز به کار جدی و مهارت داشت قسمت عمده پست‌ها را در دست گرفته بودند.»
سر ادوین پیرس در کتاب خود به نام «زندگی سلطان عبدالحمید» می‌نویسد: 
«این اداره بزودی دستیاران لایق و قابل اعتمادی به ویژه در میان ارمنیان پیدا کرد. اینان وقتی فهمیدند نسبت به فساد و رشوه خواری که از عادت جاری مشرق زمینیان بود چشم پوشی نمی‌شد و دولت برای مقاومتی که آنان در برابر این اعمال ناپسند از خود نشان می‌دهند از آنان حمایت خواهد کرد تبدیل به دستیاران زبده و ارجمند حکومت شدند. هم ایشان بودند که برای نخستین بار ثابت کردند ترکیه هم می‌تواند کارمندان لایق و پاکدامن تربیت کند.»
بِرتران باره می‌نویسد: 
«اکثر عمال دولتی ترکیه مربوط به عصر اصلاحات، یک یونانی یا یک ارمنی را به عنوان مشاور خود نگاه می‌داشتند و آنان به قول معروف (غذا را جویده در دهانشان می‌گذاشتند)، (سروپ ویچنیان) مشاور فوادپاشا بود و گریگور اُتیان مشاور میدحات پاشا در تألیف نخستین قانون اساسی ترکیه همکاری نمود.»

## نقش فرهنگ

### فعالیت‌های فرهنگی
بیداری شعور و احساس ملی ارمنی با بسط و توسعه موسسات آموزشی و با ازدیاد مراکز فرهنگی نیز ارتباطی نزدیک دارد. یک اسقف بزرگ ارمنی «کاتولیکوس نرسس»، در آغاز سده نوزدهم چنین گفته بود: 
«پرورش فکر و گسترش آموزش از شرایط درجه اول ترقی و تعالی ملت ارمنی است.»
تا سال ۱۷۹۰ میلادی استفاده از آموزش و پرورش عمومی برای اتباع مسیحی امپراتوری عثمانی ممنوع بود و فقط چند مکتب طلاب علوم دینی برای پرورش روحانیون مجاز بودند. بعد از برداشت ممنوعیت مدارس قلمرو کشیشان ارمنی رو به ازدیاد نهاد، چنان‌که ابتدا در بین سال‌های ۱۷۹۰ میلادی و ۱۸۰۰ میلادی در قسطنطنیه مدارس پسرانه دایر گردید، و سپس از ۱۸۲۰ میلادی به بعد مدارس دخترانه نیز گشایش یافت. در همان زمان بنای نخستین مدارس ارمنی در مهاجرنشین‌ها آغاز شد چنان‌که در آستراخان (۱۸۱۰ میلادی) و کلکته (۱۸۲۱ میلادی) و در روستوف مدارس ارمنی ایجاد گردید.
از آنجا که دولت‌های ترکیه و روسیه حاضر نبودند هیچ گونه کمکی به ایجاد این مدارس بکنند به ناچار گشایش مدرسه‌های ارمنی توسط خود ارمنیان یعنی با کمک‌هایی که از خانواده‌های ارمنی و کمک‌های مالی به دست می‌آمد صورت می‌گرفت.
از ۱۸۴۵ میلادی به بعد این مدارس به سرعت زیاد شدند و یک شبکه مرتبط از مدارس مربوط به قلمرو کشیشی در شهرستان‌های ارمنستان غربی دایر گردید. نه تنها ارمنی‌های امپراتوری عثمانی بلکه ارمنیان روسیه هم کمک‌های شایانی برای عملی کردن این هدف کردند، هدفی بر مبنای این خواسته که در کنار هر کلیسایی مدرسه‌ای هم باشد.
مدارس و موسسات آموزشی آمریکایی و فرانسوی در ترکیه نیز در نشر و اشاعه آموزش در میان ارمنیان به میزان وسیعی همکاری کرده‌اند. از میان موسسات آموزشی آمریکایی مانند کالج رابرت را می‌توان نام برد. در ارمنستان روسیه بسط و گسترش مدارس ارمنی به موازات مدارس آمریکایی و فرانسوی ادامه داشت، لیکن بعداً بشدت جلو آن را گرفتند مخصوصاً بعد از فرمان ۱۸۸۴ میلادی که سیاست حکومت تزاری اقتضاء کرده بود همه اتباع خود را تبدیل به روس بکند.
از میان موسسات آموزشی متوسطه و عالی در مسکو می‌توان مؤسسه آموزشی لازارف در سال ۱۸۱۵ میلادی (مؤسس «ژان لازاریان» از ارمنی‌های ثروتمند ایران بود) و مدرسه «طلاب نرسسیان» در تفلیس و «دارالعلوم» واغارشاپات را نام برد.
در مورد تحصیلات دانشگاهی ارمنیان می‌توان به دانشگاه تارتو اشاره نمود که خاچاطور آبوویان شش سال دوره تحصیلات عالی خود را در آن دانشگاه گذرانید. از دیگر دانشگاه‌ها دانشگاه سوربن که بوغوس نوبار از شاگردان آن دانشگاه بود.
از دیگر دانشگاه‌ها که دانشجویان ارمنی تحصیل می‌کردند را می‌توان به: در روسیه (دانشگاه دولتی سن پترزبورگ و دانشگاه دولتی مسکو) در آلمان دانشگاه (دانشگاه لایپزیگ و دانشگاه هومبولت برلین) و در سوییس دانشگاه (دانشگاه ژنو و دانشگاه لوزان) را می‌توان نام برد.
آگوست هاکستازون در کتاب خود به نام «قفقاز جنوبی» می‌نویسد: 
«به نظر می‌رسد که ملت ارمنی بر سر یکی از پیچ‌های سرنوشت خود قرار گرفته‌است. به خوبی می‌توان دید که چگونه هر چه با فکر برخورد پیدا می‌کند بازتابی قوی در این ملت می‌یابد. در این ملت اراده‌ای غیرقابل انکار برای پذیرفتن و همرنگ شدن با فکر و فرهنگ غرب وجود دارد.»

### ارمنیان و صنعت چاپ
اختراع صنعت چاپ نیز که ارمنیان یکی از نخستین ملت‌های استفاده‌کننده از آن بودند در هموار کردن راه‌های احیای بیداری ملت ارمنی سهم بزرگی داشته‌است. در واقع ارمنیان خیلی زود از این وسیله نشر افکار و معلومات انسان استفاده کردند، و تا اندازه‌ای به سبب همین قدمت در استفاده از چاپ است که ارمنیان در زمینه تعلیم و تربیت و بسط و گسترش فرهنگ خود بر اکثر ملت‌های خاور زمین پیش گرفته‌اند.

### نشر مطبوعات ارمنی
از مشخصات این دوران یکی هم پیدایش مطبوعات ارمنی است که نه تنها نقش یک عامل مؤثر اطلاعات بلکه نقش یک وسیله واقعی تربیت را نیز بازی کرده‌است. روزنامه‌های اولیه به زبان ارمنی در سده هجدهم به وسیله مهاجران ارمنی هند انتشار یافت. نخستین روزنامه واقعی ارمنی که هر روز منتشر می‌شد و «آرشالویس» (به معنی سپیده)، نام داشت در ۱۸۴۰ میلادی توسط «غوکاس» در ازمیر دایر گردید.
سپس از ۱۸۴۰ میلادی تا ۱۸۶۶ میلادی چهارده روزنامه ارمنی در قسطنطنیه تأسیس شد یکی از آن روزنامه‌ها «روزنامه ماسیس» بود که توسط کاراپت اوتوجیان منتشر می‌شد.
در قفقاز جنوبی نخستین روزنامه ارمنی به نام «قفقاز» در ۱۸۴۶ میلادی تأسیس گردید. پس از آن روزنامه‌های «آرارات» در ۱۸۵۰ میلادی «زنبور عسل ارمنستان» در ۱۸۵۸ میلادی را می‌توان نام برد.

### ادبیات
یکی دیگر از مشخصات سده نوزدهم برای ملت ارمنی یک نهضت عظیم ادبی است که ادبیات مدرن این ملت را به وجود آورده‌است. ادبیات مدرن ارمنی برای تحکیم و تقویت و منطبق ساختن آن با احساسات و با نیازمندی‌های زمان به ظهور پیوست. از شاعران و نویسندگان این دوران که نقش بسزایی در بیداری ملت ارمنی داشتند را می‌توان به:غوونت آلیشان، خاچاطور آبوویان، میکائیل نعلبندیان، استپانوس نازاریان، رافی، پتروس دوریان، رافائل پاتکانیان را نام برد.